# 爱国路站
爱国路站位于中华人民共和国上海市杨浦区长阳路爱国路，为上海轨道交通12号线的地下车站。于2013年12月29日启用。

## 历史
- 本站规划时曾用内江路站一名但最终改为现名。
- 2008年12月30日　12号线开始建设。
- 2013年12月29日　12号线东段（包含爱国路站）建设完毕，车站开业。

## 车站构造
从地上的无障碍电梯或通过四个出口的楼梯，可以到达设有安全检查仪的检票口。从检票口再下一层，则可以到达地铁12号线的1面2线月台。

### 车站楼层
| 地面层   | 出入口             | 1-4出入口                        |  |  |
| 地下一层 | 站厅               | 票务服务、自动售票机、人工服务台 |  |  |
| 地下二层 | ①站台              | █ 12号线 往七莘路（隆昌路）      |  |  |
|          | 岛式站台，左侧开门 |                                  |  |  |
|          | ②站台              | █ 12号线 往金海路（复兴岛）      |  |  |

## 车站出口
爱国路站共有4个出入口，各出入口如下所示：
| 出口编号            | 出口指示       | 照片 |
| ------------------- | -------------- | ---- |
| 1 · 出口            | 长阳路         |      |
| 2 · 出口            | 长阳路         |      |
| 3 · 出口 · （设有） | 长阳路，爱国路 |      |
| 4 · 出口            | 长阳路，爱国路 |      |
| 图例： 设有         |                |      |

## 接驳公交
| 长阳路爱国路 | 长阳路爱国路   | 长阳路爱国路 | 长阳路爱国路     | 长阳路爱国路 |
| 编号         | 路线           | 路线         | 路线             | 备注         |
| ------------ | -------------- | ------------ | ---------------- | ------------ |
| 103          | 黎平路杨树浦路 | ⇆            | 天通庵路同心路   |              |
| 812          | 长阳路军工路   | ⇆            | 共和新路长江西路 |              |

## 车站周边
在车站附近有上海市业余足球学校、上海市杨浦区民防工程管理所和上海市杨浦区行政学院等。